# 班福病毒界

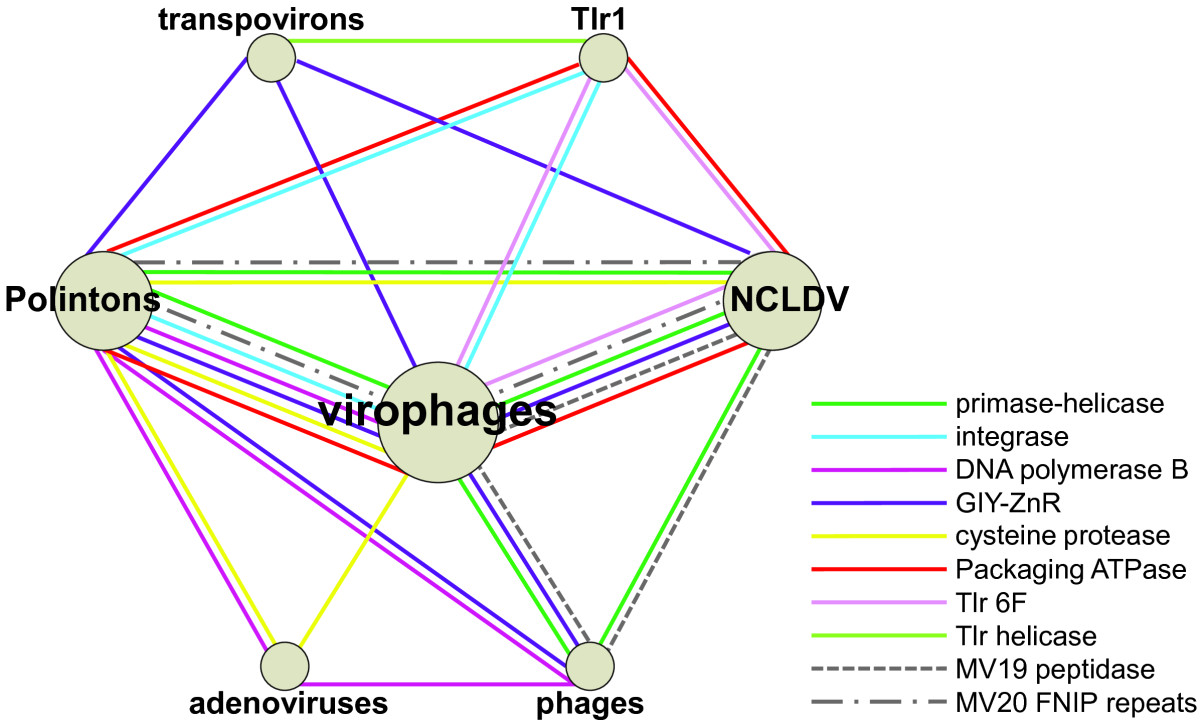
連接各種類型班福病毒和自私遺傳元素的遺傳網絡，以標記的圓圈表示。圓圈之間的聯繫以其序列同源性建立聯繫的基因的顏色來表示。

班福病毒界（學名：Bamfordvirae）是病毒的一個界。此界因其使用雙果凍捲主要殼體蛋白而聞名。此界以前被称为PRD1-腺病毒系。該界以丹尼斯·H·班福德（Dennis H. Bamford）命名，他首先推動了所有編碼雙果凍卷主要殼體蛋蛋白的病毒的演化統一。

## 分類
以下是被承認的域：
- 核質病毒門（Nucleocytoviricota）
- 質粒前體病毒門（Preplasmiviricota）